# UCI Oceania Tour 2011
L'UCI Oceania Tour 2011 fu la settima edizione dell'UCI Oceania Tour, uno dei cinque circuiti continentali di ciclismo dell'Unione Ciclistica Internazionale. Era composto da tre corse che si svolsero tra gennaio e marzo 2011 in Australia e Nuova Zelanda.

## Calendario

### Gennaio
| Data  | Prova              | Cat. | Vincitore      | Squadra     |
| ----- | ------------------ | ---- | -------------- | ----------- |
| 26-30 | Tour of Wellington | 2.2  | George Bennett | Cardno Team |

### Marzo
| Data | Prova                             | Cat. | Vincitore         | Squadra   |
| ---- | --------------------------------- | ---- | ----------------- | --------- |
| 17   | Campionati oceaniani - Cronometro | CC   | William Dickenson | Australia |
| 20   | Campionati oceaniani - In linea   | CC   | Richard Lang      | Australia |

## Classifiche
Risultati finali.
| Pos. | Corridore          | Squadra       | Punti |
| ---- | ------------------ | ------------- | ----- |
| 1    | Richard Lang       | Jayco-AIS     | 100   |
| 2    | Nathan Haas        | Genesys       | 74    |
| 3    | George Bennett     | Trek-Livestr. | 53    |
| 4    | Damien Howson      | Jayco-AIS     | 46    |
| 5    | Nathan Earle       | Genesys       | 41    |
| 6    | Stuart Smith       |               | 40    |
| 7    | James Williamson   | Pureblack     | 36    |
| 8    | Patrick Lane       | Jayco-AIS     | 30    |
| 9    | Luke Davison       | Budget Fork.  | 25    |
| 10   | Bernard Sulzberger | V Australia   | 24    |

| Pos. | Squadra                     | Punti |
| ---- | --------------------------- | ----- |
| 1    | Team Jayco-AIS              | 218   |
| 2    | Genesys Wealth Advisers     | 131   |
| 3    | Trek-Livestrong U23         | 65    |
| 4    | Pureblack Racing            | 62    |
| 5    | Drapac Professional Cycling | 43    |
| 6    | Team Budget Forklifts       | 32    |
| 7    | V Australia                 | 30    |
| 8    | Jelly Belly Cycling         | 20    |
| 9    | Manisaspor Cycling Team     | 16    |
| 10   | Subway Cycling Team         | 8     |

| Pos. | Nazione       | Punti |
| ---- | ------------- | ----- |
| 1    | Australia     | 830   |
| 2    | Nuova Zelanda | 463   |